# نلسون (نوادا)
نلسون، نوادا (به انگلیسی: Nelson, Nevada) یک سکونتگاه مسکونی در ایالات متحده آمریکا است که در شهرستان کلارک، نوادا واقع شده‌است.

## خصوصیات
نلسون ۱۲٫۴ کیلومترمربع مساحت و ۳۷ نفر جمعیت دارد.